# Spijkers en Spijkers
Spijkers en Spijkers is een Nederlands modeontwerpersduo bestaande uit de zussen Truus en Riet Spijkers.

## Profiel
De Nederlandse zussen Truus en Riet Spijkers, geboren op 12 maart 1970 te Hardenberg, studeerden in 1993 respectievelijk 1994 af aan de Hogeschool voor de Kunsten Arnhem (tegenwoordig ArtEZ geheten) afdeling modevormgeving, en volgden in 2000 de masteropleiding aan het Fashion Institute Arnhem. In het daaropvolgende jaar toonden ze hun collectie ‘Girlfriend’ aan de internationale modepers in Parijs.
Sinds de oprichting van hun modelabel in 2000 brengt het duo jaarlijks een Spring/Summer en Autumn/Winter collectie uit met shows in Parijs, Londen en Milaan. Tijdens de 13de editie van de Amsterdam International Fashion Week in juli 2010 heeft het ontwerpersduo hun tweede lijn onder de naam SIS gepresenteerd. In november 2010 is er bij Specsavers een brillenlijn ontwikkeld met de bekende kenmerken van Spijkers en Spijkers.
In 2012 lanceerde Bavaria de door het duo ontworpen V-dress, dress for Victory, speciaal voor het EK. Samen de oprichters van Alexander McQueen en Ghizlaine Shaoui
De creaties van Spijkers en Spijkers worden verkocht in Europa, het Midden-Oosten, het Verre Oosten, Australië en de Verenigde Staten.

## Prijzen
Het ontwerpersduo won de volgende prijzen:
- Cultuurfonds Mode Stipendium 2013 (Prins Bernhard Cultuurfonds)
- Cultuurprijs Gemeente Arnhem 2011: samen met het Museum voor Moderne Kunst Arnhem voor de tentoonstelling The mirror has two faces, Reflections of 10 years Spijkers en Spijkers
- Marie Claire Prix de la Mode 2010: beste nationale modeontwerpers
- Lucern Switserland 2002: GWAND Fashion Events Lucerne Swiss Textiles Award for up-coming Design - contest / catwalk show S/S 03 collection
- Amsterdam 1997: Robijn Fashion Award 1997 - 1e prijs contest/catwalk show collection “Controversy”[1]
- Hyeres France 1996: Festival des Jeunes Createurs - contest/ catwalk show collection “Today I wear a 3-dimensional composition”
- Bodyfashion 1993: 1st prize Lingerie and Allover Design Award (Award Riet Spijkers)
- Contec 1992: 1st prize Casual Designs (Award Truus Spijkers)